# هيلين كيني
هيلين كيني (بالإنجليزية: Helen Keane)‏ هي منتجة أسطوانات أمريكية، ولدت في 16 فبراير 1923 في نيويورك في الولايات المتحدة، وتوفي بنفس المكان في 22 أبريل 1996 بسبب سرطان الثدي.

## وصلات خارجية
- هيلين كيني على موقع ميوزك برينز (الإنجليزية)